# سومیدا-کو، توکیو

نقشهٔ منطقهٔ سومیدا در توکیو

منطقهٔ سومیدا (به ژاپنی: 墨田区 Sumida) یکی از ۲۳ منطقه ویژه توکیو پایتخت ژاپن است. 
این منطقه ۱۳٬۷۵ کیلومتر مربع مساحت دارد. بلندترین برج مخابراتی جهان بنام توکیو اسکای تری (درخت آسمانی توکیو) به ارتفاع ۶۳۴ در این ناحیه قرار دارد که باعث رونق بیشتر گردشگری در این منطقه می شود.

## نگارخانه

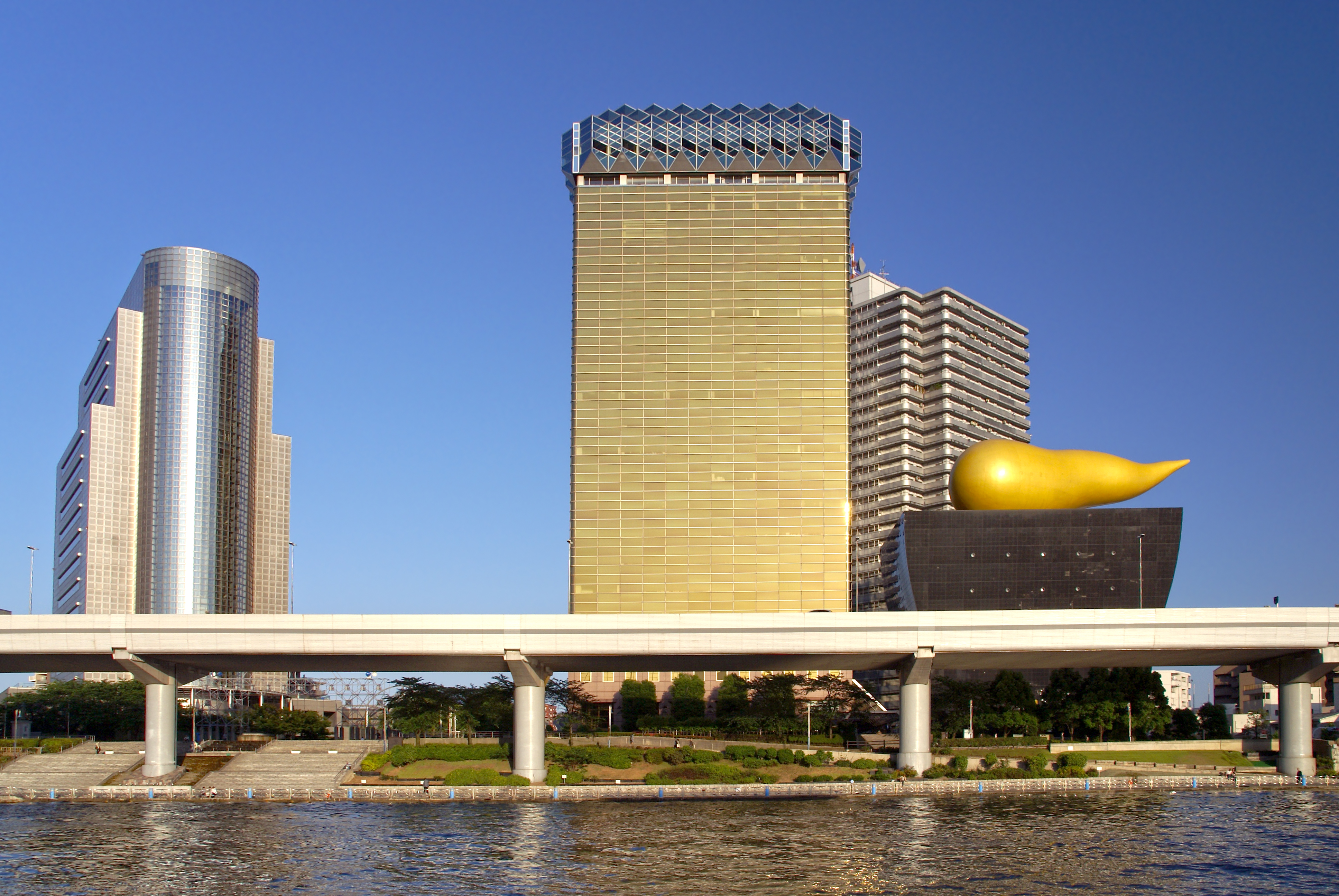
ساختمان اداری روزنامهٔ آساهی در منطقهٔ سومیدا
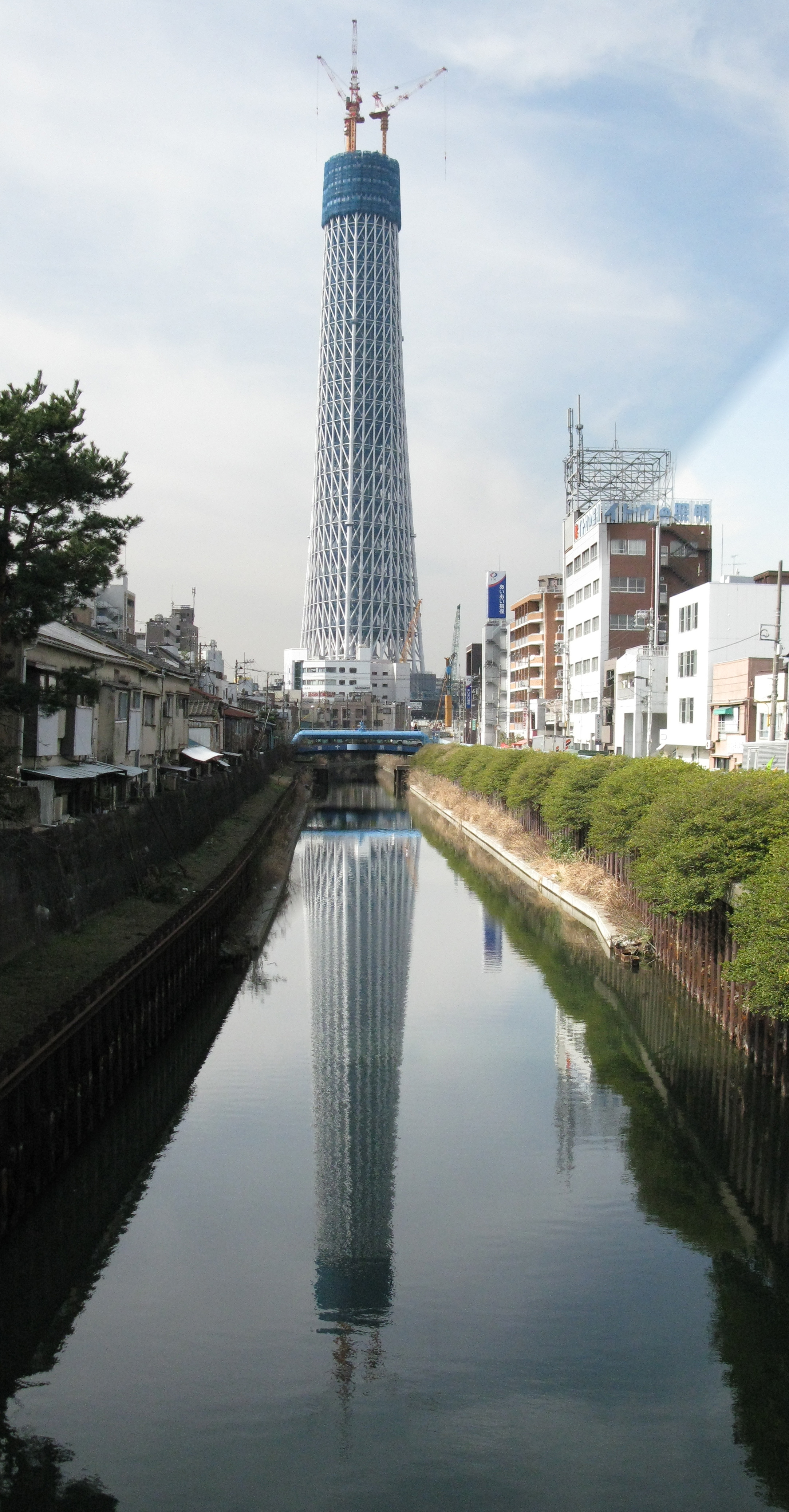
توکیو اسکای تری بلندین برج مخابراتی جهان